# Jennifer Holland
Jennifer Holland, född 9 november 1987 i Chicago, är en amerikansk skådespelare.
Holland har bland annat medverkat i TV-serien Peacemaker. Hon har även medverkat i filmerna Black Adam och The Suicide Squad.

## Filmografi (i urval)
- 2009 – American Pie Presents: Book of Love
- 2021 – The Suicide Squad
- 2022 – Black Adam
- 2022 – Peacemaker (TV-serie)
- 2023 – Shazam! Fury of the Gods